# Grigori Grigorjewitsch Mjassojedow

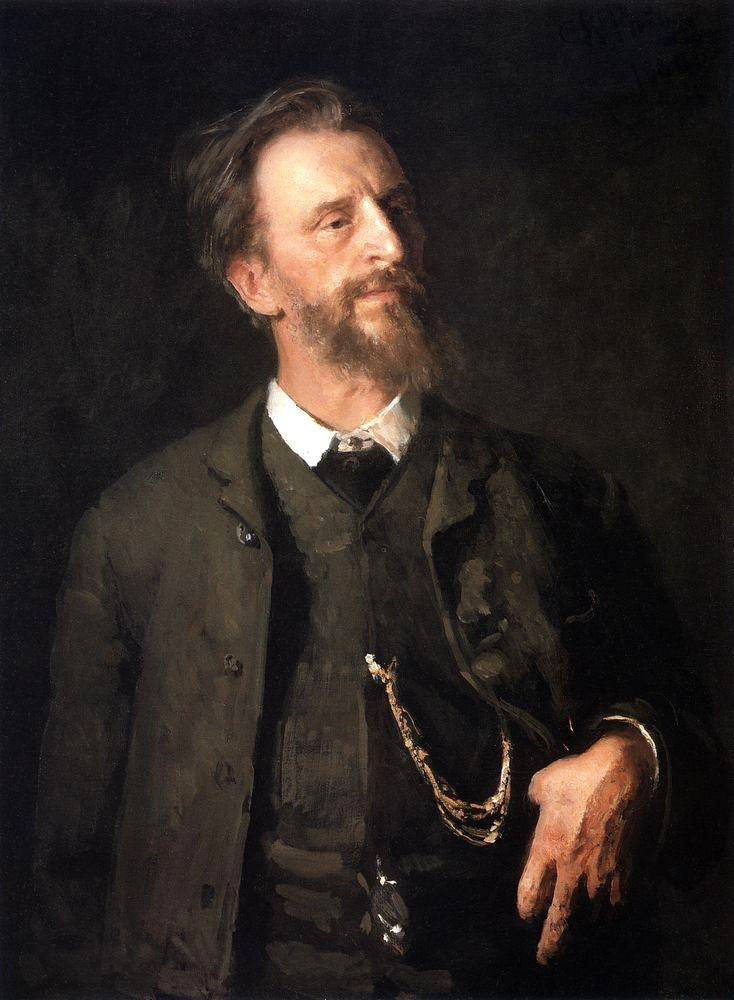
Mjassojedow, Porträt von Ilja Repin (1886)

Grigori Grigorjewitsch Mjassojedow (russisch Григорий Григорьевич Мясоедов; * 7. Apriljul. / 19. April 1834greg. in Pankowo, Gouvernement Orjol; † 17. Dezemberjul. / 30. Dezember 1911greg. bei Poltawa) war ein russischer Maler und Bildhauer und einer der führenden Vertreter der Peredwischniki.
Mjassojedows war Sohn eines kleinen Landadeligen. Er besuchte von 1853 bis 1863 die Russische Kunstakademie in Sankt Petersburg und bereiste dann Frankreich und Deutschland, wo er sich zwischen 1863 und 1868 im Umkreis der Kunstakademie Düsseldorf bewegte. Er ging auch nach Spanien und Italien, behielt aber stets seinen Wohnsitz in Sankt Petersburg. Seine letzten Tage verbrachte Mjassojedow auf seinem Landsitz bei Poltawa. Sein Sohn Iwan Grigorjewitsch Mjassojedow, auch bekannt unter dem Namen Eugen Zotow, war ebenfalls Maler.
Seine bekanntesten Bilder beziehen sich auf das Leben auf dem Land, so Der Landtag speist und Die Mäher.

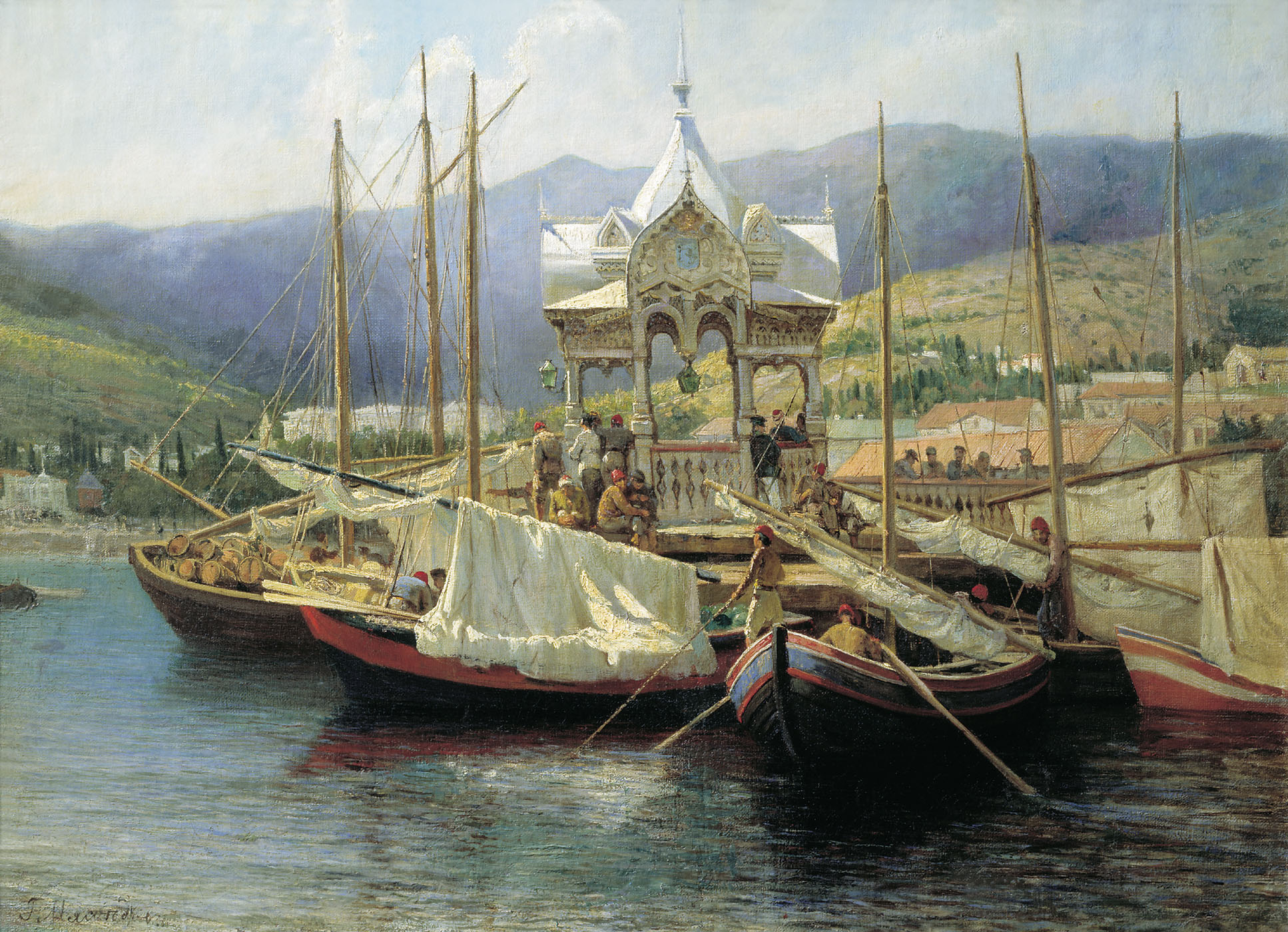
Anlegeplatz in Jalta
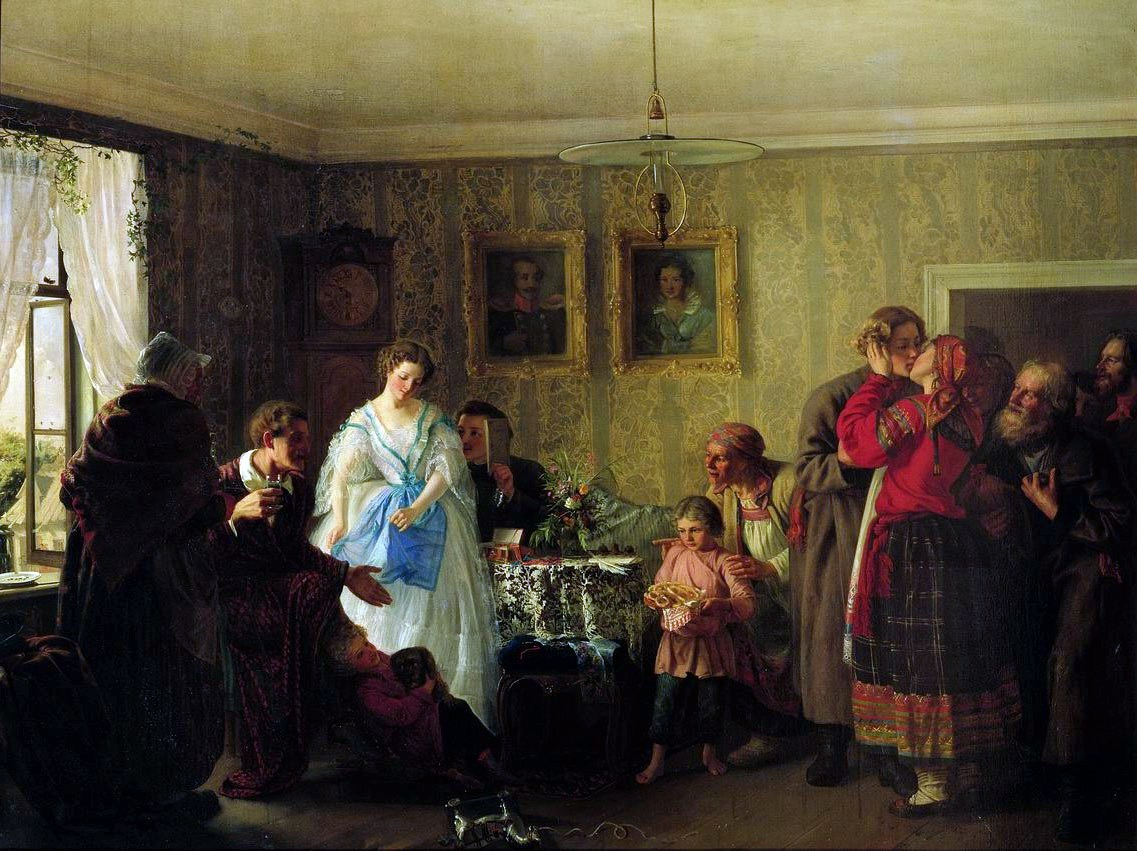
Jungvermählte beim Gutsbesitzer